# Babeczka
Babeczka (babka) – określenie stosowane do ciastek wypiekanych w foremkach o kształtach zbliżonych do odwróconego stożka ściętego.
Przykłady:
- babeczka – ciastko ze słodkiego ciasta kruchego, nadziane przed upieczeniem: foremkę wykłada się ciastem, napełnia słodkim nadzieniem, zakrywa cienką warstwą ciasta i piecze[3];
- babeczka – ciastko korpusowe[4] ze słodkiego ciasta kruchego – korpus wypełniany jest słodkim nadzieniem po upieczeniu[3]; porównaj z: tartaletka
- babeczka – ciastko wykonane z ciasta (zwykle drożdżowego lub biszkoptowo-tłuszczowego), którym napełnia się foremki do odpowiedniej wysokości, opcjonalnie nadziewane przed lub po upieczeniu; przykłady: muffin, cupcake;
- babeczka (ciastko ponczowe) – korpus z ciasta biszkoptowego lub drożdżowego nasącza się syropem, pokrywa glazurą, dekoruje kremem i innymi dodatkami[5][6]; przykłady:  baba au rhum;

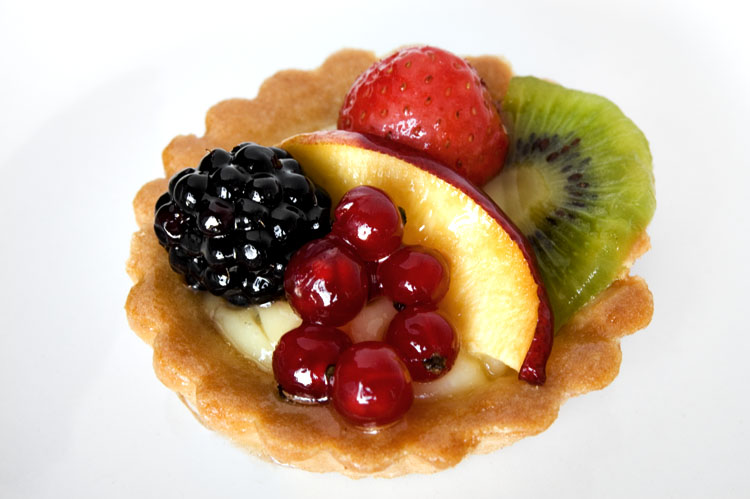
babeczka korpusowa z owocami
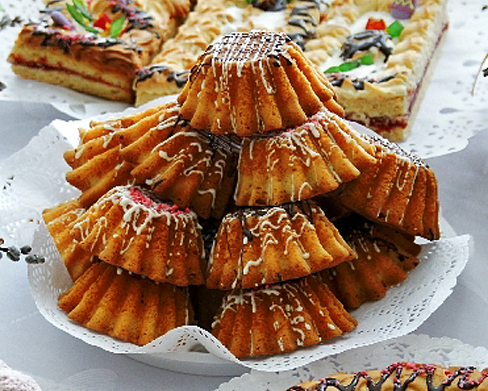
babeczki
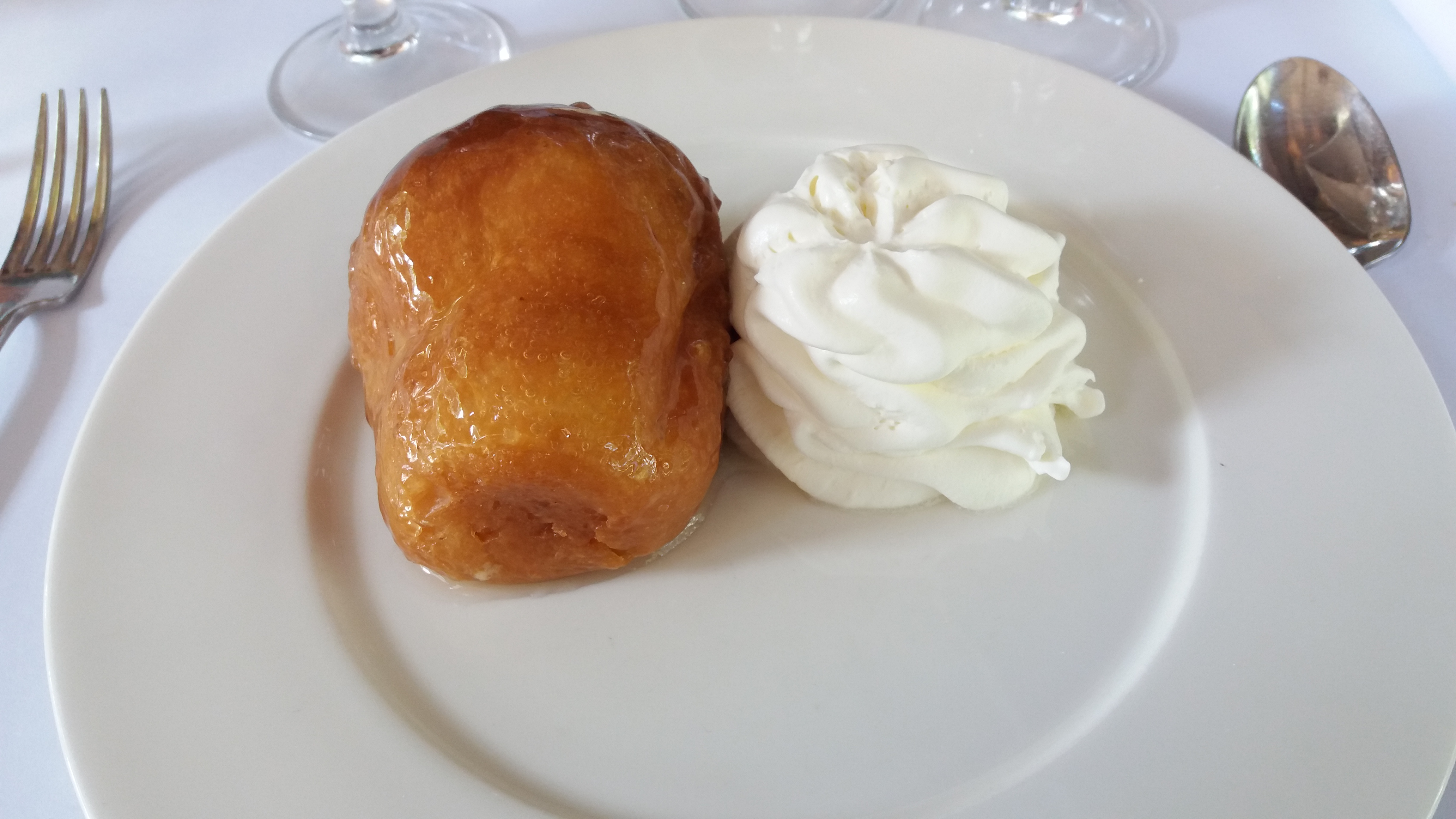
babeczka ponczowa